# Cheilocostus globosus
Cheilocostus globosus är en enhjärtbladig växtart som först beskrevs av Carl Ludwig von Blume, och fick sitt nu gällande namn av C.D.Specht. Cheilocostus globosus ingår i släktet Cheilocostus och familjen Costaceae. Inga underarter finns listade.